# Mosonmagyaróvár
Mosonmagyaróvár [ˈmoʃonmɒɟɒroːvaːr] (deutsch Wieselburg-Ungarisch Altenburg) ist eine Stadt im gleichnamigen Kreis im Komitat Győr-Moson-Sopron im Nordwesten Ungarns.

## Geographie
Mosonmagyaróvár liegt 34 Kilometer nordwestlich des Komitatssitzes Győr, gut 13 Kilometer von der Grenze zu Österreich entfernt. Durch die Stadt fließt die Leitha (Lajta), ein südlicher Nebenfluss der Donau. Die Leitha mündet zwischen den beiden Stadtteilen Moson und Magyaróvár westlich der Insel Szigetköz (Kleine Schütt) in die Kleine Donau (Mosoni-Duna).
Mosonmagyaróvár hat ungefähr 32.500 Einwohner (Stand 2011). Die Altstadt weist eine umfangreiche Fußgängerzone auf. In den letzten Jahren sind erhebliche Anstrengungen zur Verschönerung dieses Viertels gesetzt worden, unter anderem durch Errichtung zahlreicher neuer Denkmäler. Als langjähriger Problembereich erweist sich die denkmalgeschützte Ruine des ehemaligen Mühlen- und Brauereikomplexes.

## Geschichte
Die Stadt Mosonmagyaróvár entstand 1939 aus der Zusammenlegung der Städte Moson (Wieselburg) und Magyaróvár (Ungarisch-Altenburg).
Im Königreich Ungarn war erst Moson, später Magyaróvár Hauptstadt des Komitats Wieselburg. Magyaróvár war seit der Römerzeit besiedelt und Standort des Kastells „Ad Flexum“, was so viel heißt wie „an der Biegung“ (der Donau).
Der Ort Altenburg (Óvár) wurde zwecks Unterscheidung zum in Niederösterreich liegenden Deutsch-Altenburg als „Ungarisch-Altenburg“ („Magyar-Óvár“) bezeichnet.
Nach dem Scheitern der Ersten Wiener Türkenbelagerung wurde Ungarisch Altenburg 1529 von den Türken bei ihrem Rückzug niedergebrannt. Nach der Zweiten Wiener Türkenbelagerung wurde die Stadt 1683 erneut von den Türken niedergebrannt. Dasselbe Schicksal ereilte auch die meisten übrigen Orte der Region.
In Ungarisch-Altenburg begannen im August 1809 nach dem Znaimer Waffenstillstand die Friedensverhandlungen zur Beendigung des Fünften Koalitionskrieges.
Aufgrund der Magyarisierung verloren die beiden Städte gegen Ende des 19. Jahrhunderts ihre deutsche Bevölkerungsmehrheit. In den meisten deutschsprachigen Dörfern des Umlands hielten sich die Bevölkerungsverhältnisse bis 1945.
1904 wurde die Gemeinde Lutschen/Lucsony mit Magyaróvár vereinigt, 1919 wurde Magyaróvár zur Stadt erhoben. Nach dem Untergang der Donaumonarchie 1918 nahm der ehemalige Erzherzog Friedrich von Österreich-Teschen auf seinem Gut in Ungarisch-Altenburg seinen Alterssitz und war als erster Bürger der Stadt angesehen. Er verstarb hier 1934 und wurde in der Krypta der Pfarrkirche St. Gotthard beigesetzt, deren Patronat er besaß. Heute erinnert ein Denkmal in der Fußgängerzone an den jovialen und beliebten Habsburger.
In Mosonmagyaróvár lebten 1941 466 Juden, das waren etwa 3 Prozent der Bevölkerung. Nach der deutschen Besetzung Ungarns im März 1944 richtete die ungarische Verwaltung im Mai 1944 Zwangsghettos ein, in die auch Juden aus der Umgebung gezwungen wurden. Anfang Juni wurden die Ghettoinsassen nach Győr und von dort in das Konzentrationslager Auschwitz deportiert.
Der Großteil der zuvor zahlenmäßig bedeutenden deutschsprachigen Bevölkerung wurde 1945 und 1946 ausgesiedelt.

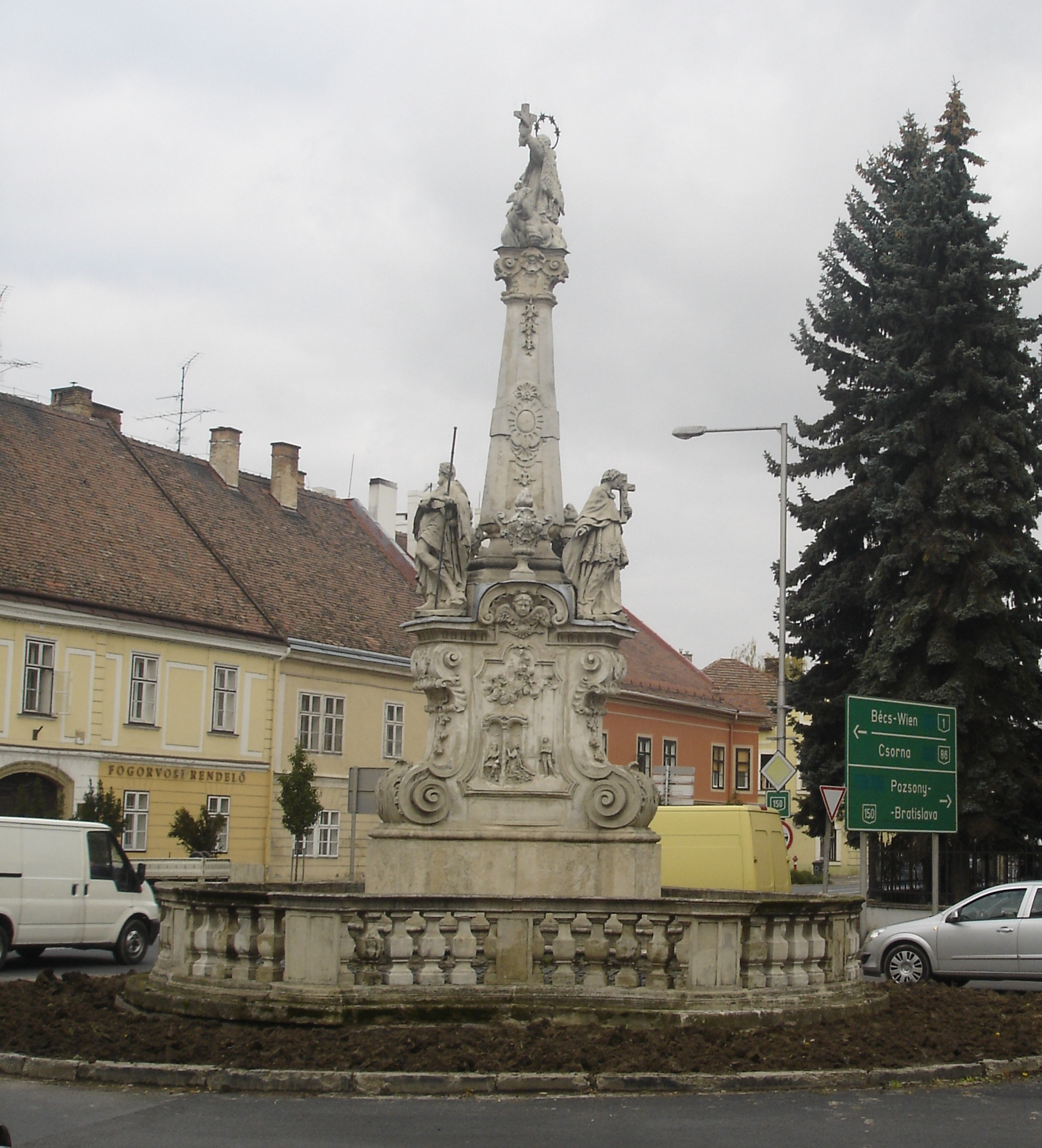
Johann-Nepomuk-Säule aus dem Jahr 1744
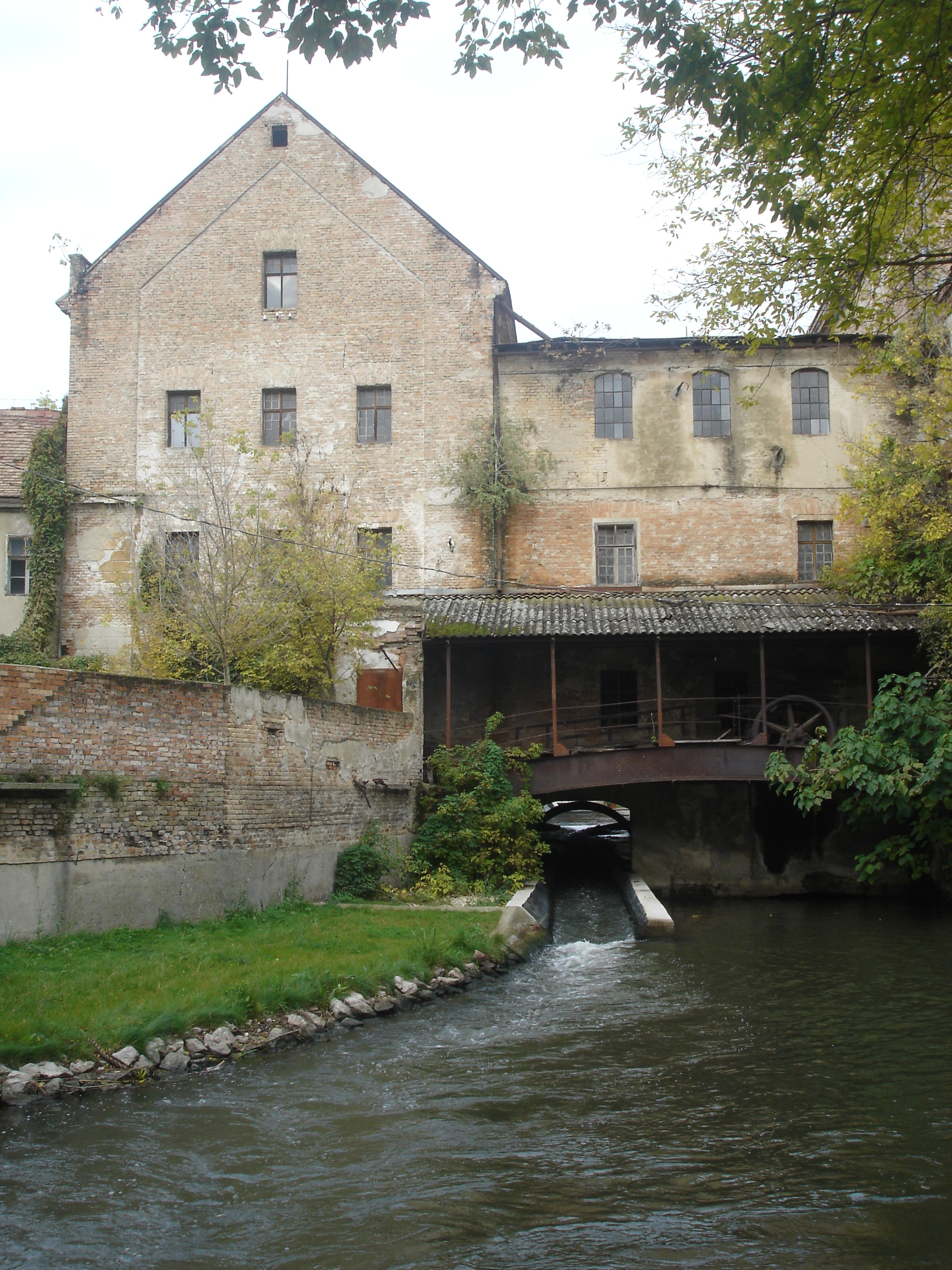
Ruine der alten Mühle und Herrschaftsbrauerei
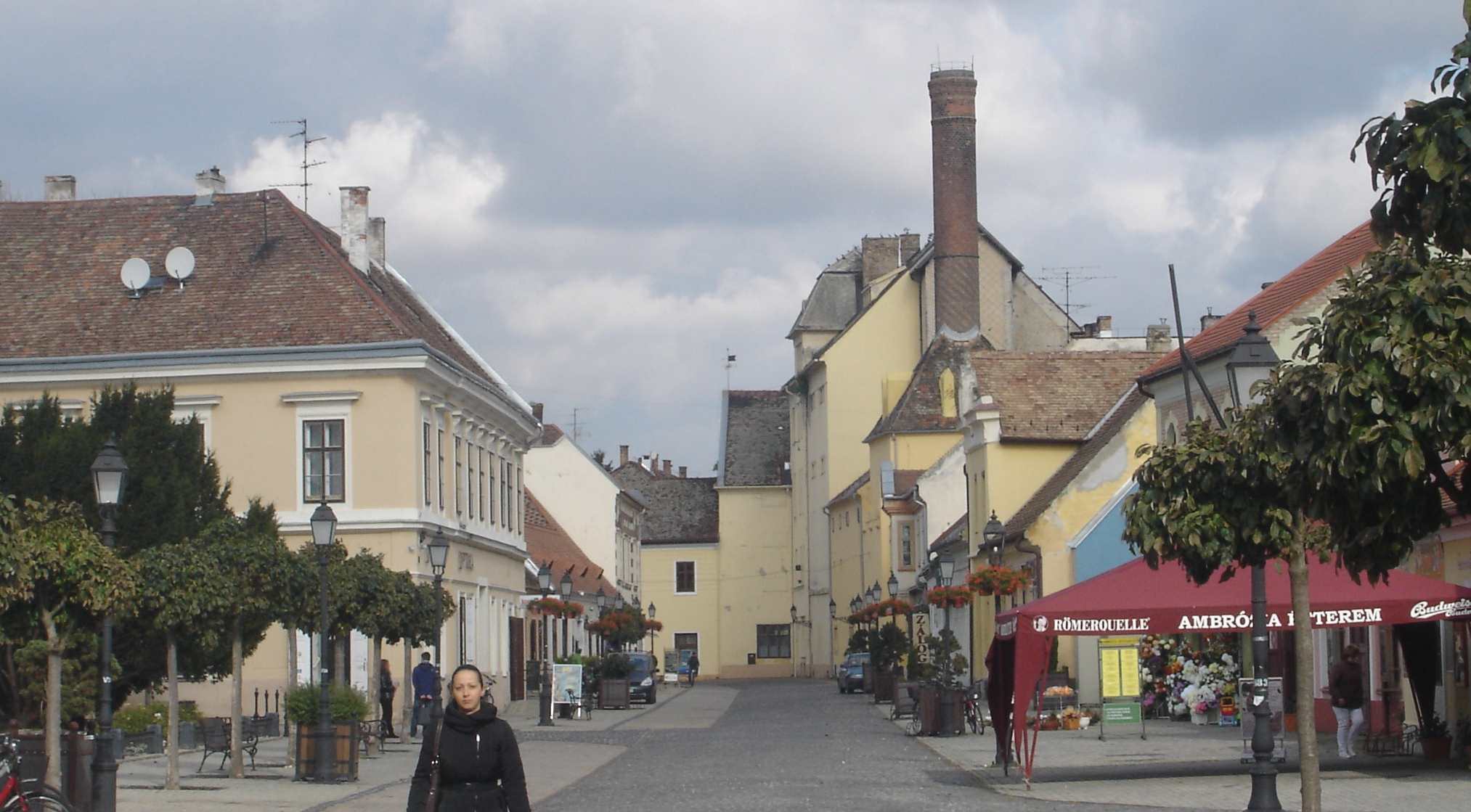
Fußgängerzone und Schornstein der ehemaligen Brauerei
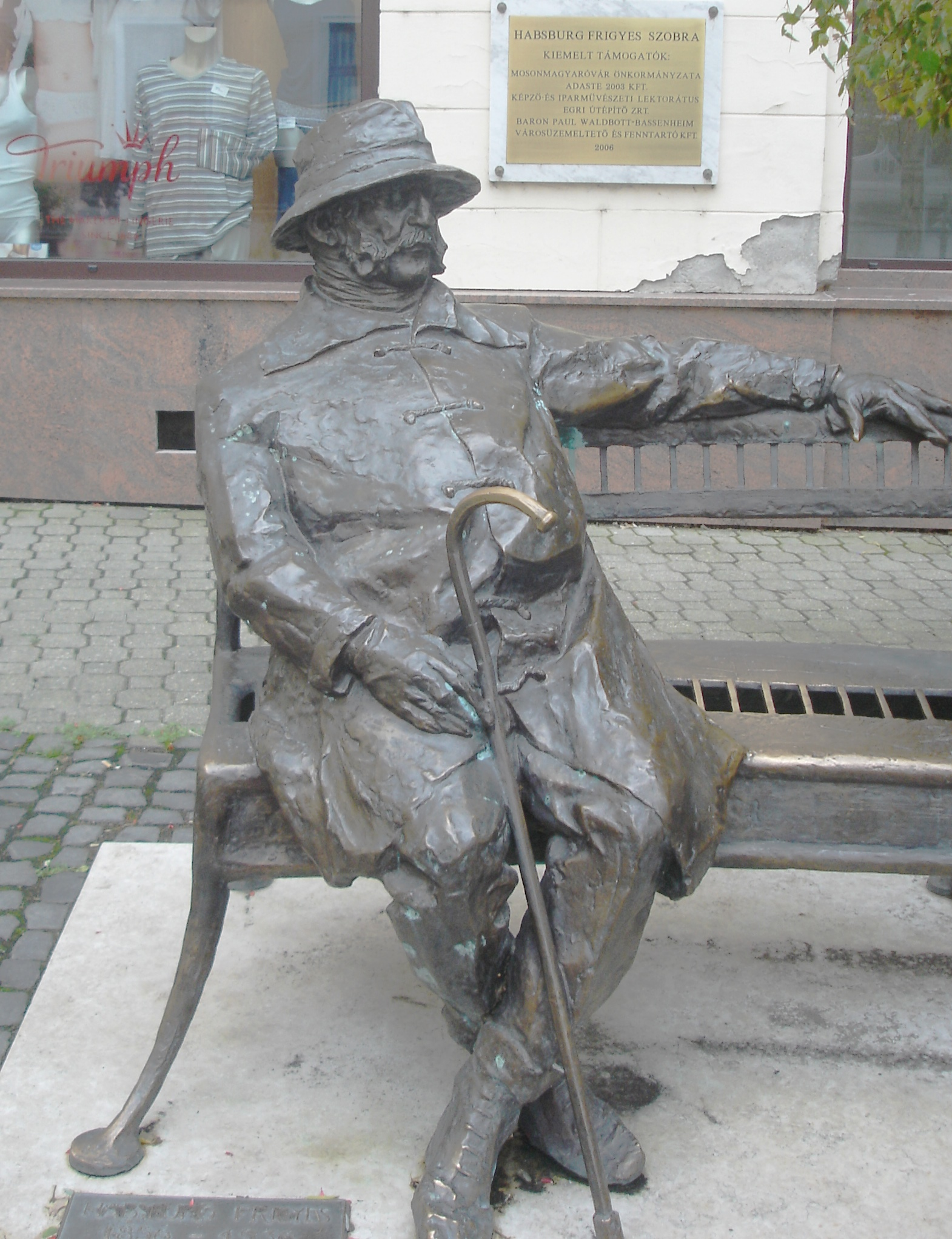
Denkmal für Erzherzog Friedrich
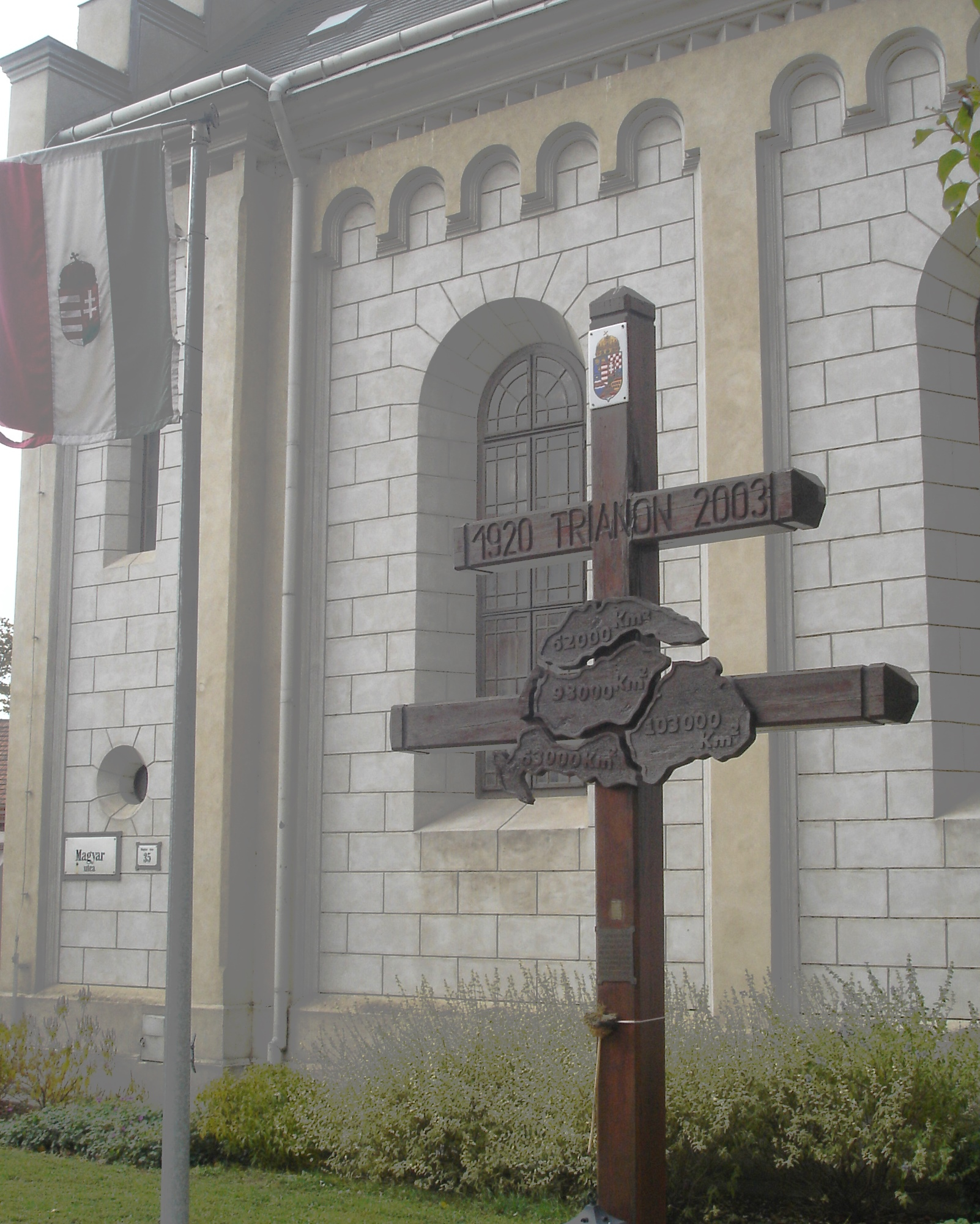
Trianon-Denkmal

## Bevölkerung
| Jahr | Einwohner | Anmerkungen                              |
| ---- | --------- | ---------------------------------------- |
| 1659 | 0 k. A.   | ungarischer Marktflecken                 |
| 1696 | 581       | [ 5 ]                                    |
| 1713 | ca. 1.200 | [ 5 ]                                    |
| 1833 | 2.976     | deutsch-ungarischer Marktflecken         |
| 1886 | 4.903     | 3.583 Deutsche, 933 Ungarn, 25 Kroaten   |
| 1910 | 6.258     | 3.552 Ungarn, 2.567 Deutsche, 61 Kroaten |

| Jahr | Einwohner | Anmerkungen                              |
| ---- | --------- | ---------------------------------------- |
| 1659 | 0 k. A.   | deutsch-ungarischer Marktflecken         |
| 1696 | 1.573     | [ 5 ]                                    |
| 1713 | 1.680     | [ 5 ]                                    |
| 1833 | 2.303     | deutsch-ungarischer Marktflecken         |
| 1886 | 3.427     | 2.125 Deutsche, 998 Ungarn, 53 Kroaten   |
| 1910 | 5.273     | 3.276 Ungarn, 1.837 Deutsche, 22 Kroaten |

## Wirtschaft

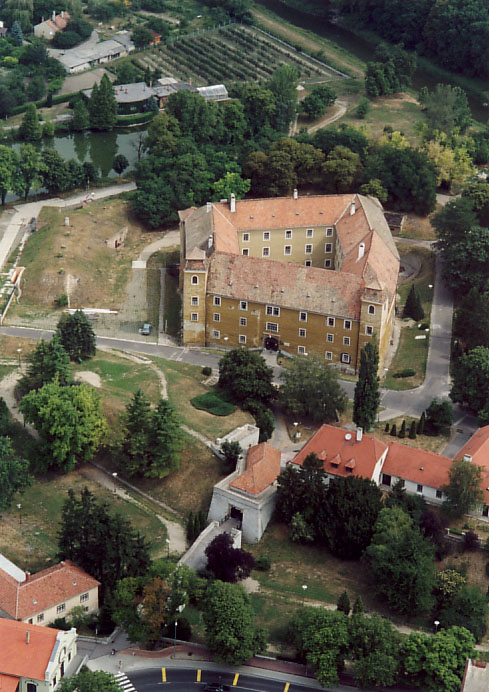
Burg im Stadtteil Magyaróvár (Ungarisch Altenburg)

Aufgrund der Grenznähe zu Österreich sind Zahnärzte, die nicht von den österreichischen Krankenkassen bezahlte Leistungen wesentlich günstiger anbieten können als in Österreich, zu einem wichtigen Wirtschaftszweig geworden. Auch ausländische Unternehmen wie Automobilzulieferer oder Maschinenbauer haben sich in der Umgebung angesiedelt.

## Bildung
In Mosonmagyaróvár hat die Fakultät für Landwirtschaft und Lebensmittelwissenschaft der Westungarischen Universität ihren Sitz. Vorgänger war eine am 6. November 1850 eröffnete, von Heinrich Wilhelm von Pabst geleitete private höhere Lehranstalt für Landwirtschaft, die, in einer ersten Form durch Albert Kasimir von Sachsen-Teschen gegründet, als Herzoglich ökonomisches Institut zu Ungarisch Altenburg am 10. November 1818 feierlich eröffnet worden war und eingangs 28 Zöglinge ausbildete. Infolge des Österreichisch-Ungarischen Ausgleichs fiel auch die Lehranstalt an den ungarischen Staat. Da nur noch in ungarischer Sprache unterrichtet werden durfte, verlor die traditionsreiche Einrichtung ab 1870 viele ihrer deutschsprachigen Professoren. Einige von ihnen gingen an die 1872 gegründete Universität für Bodenkultur Wien (BOKU). Ab 1874 nannte sich die Bildungseinrichtung Ungarische Königliche Akademie für Landwirtschaft.

## Medien
Östlich von Mosonmagyaróvár befindet sich ein Rundfunksender für UKW und MW. Der Mittelwellensender, der auf 1116 kHz mit 2,2 kW betrieben wird, benutzt als Sendeantenne einen 106 Meter hohen Sendemast. Die Antennen des UKW-Senders sind auf einem freistehenden Stahlfachwerkturm montiert.

## Persönlichkeiten
Söhne und Töchter der Stadt
- Alexander Bauer (1836–1921), österreichischer Chemiker, geboren in Magyaróvár/Ungarisch Altenburg
- Ferenc Chalupetzky (1886–1951), ungarischer Schachautor und Schachspieler, geboren in Magyaróvár/Ungarisch Altenburg
- László Csiba (* 1949), ungarisch-deutscher Schriftsteller
- Carl Flesch (1873–1944), ungarisch-jüdischer Violinist und Musikschriftsteller, geboren in Moson/Wieselburg
- Edina Gangl (* 1990), ungarische Wasserballspielerin
- Alfred Gesswein (1911–1983), österreichischer Dichter und Autor, geboren in Magyaróvár/Ungarisch Altenburg
- Johann Otto Haas (1906–1944), österreichischer Widerstandskämpfer gegen den Nationalsozialismus
- Gottlieb Haberlandt (1854–1945), österreichischer Botaniker, geboren in Magyaróvár/Ungarisch Altenburg
- Michael Haberlandt (1860–1940), österreichischer Volkskundler und Indologe, geboren in Magyaróvár/Ungarisch Altenburg
- Valentin Haecker (1864–1927), deutscher Zoologe, geboren in Magyaróvár/Ungarisch Altenburg
- Nicholas J. Hoff (1906–1997), Ingenieur
- Richard Hönigswald (1875–1947), Philosoph, geboren in Magyaróvár/Ungarisch Altenburg
- Josef Kainz (1858–1910), österreichischer Schauspieler, geboren in Moson/Wieselburg
- Barbara Kopácsi (* 1991), ungarische Fußballspielerin
- Ludwig Mühlhofer (1888–1978), österreichischer Wasserbauingenieur
- Katalin Pálinger (* 1978), ungarische Handballspielerin
- Antal Pusztai (* 1978), ungarischer klassischer Gitarrist und Jazzmusiker
- Béla (Adalbert) Rabelbauer (1934–2023), international tätiger Vorarlberger Geschäftsmann, geboren in Magyaróvár/Ungarisch Altenburg
- Maximilian Reich (1882–1952), österreichischer Sportjournalist, Präsident des Österreichischen Amateurboxverbandes
- Vilmos Totik (* 1954), Mathematiker
- Carolus Antonius Franciscus Winter (1811–1873), Handelsherr, Wohltäter in Moson/Wieselburg

Studenten und Lehrkräfte der Landwirtschaftlichen Lehranstalt in Ungarisch-Altenburg
- Friedrich Haberlandt (1826–1878), 1848–1872 Student, Lehrassistent
- Wenzel Hecke (1824–1900), 1850–1872 Student, Dozent
- Guido Krafft (1844–1907), 1864–1870 Absolvent, Assistent
- Nikolaus Lenau (1802–1850), 1822–1823 Student für ein Semester
- Matthias Meixner (1894–1977), ungarisch-österreichischer Landwirt und Politiker, vor 1916 Student
- Heinrich Wilhelm von Pabst (1798–1868), deutscher Agrarwissenschaftler, 1850–1861 im Wiener Ministerium für Landeskultur verantwortlich für die Neuorganisation der Lehranstalt
- Johann Pohl (1842–1913), österreichischer Agrarwissenschaftler, Student
- Georg von Schönerer (1842–1921), österreichischer Gutsherr und Politiker, 1863–1865 Student
- Anton Tausche (1838–1898), böhmischer Lehrer und Politiker, 1862–1864 Student
- Anton von Wittmann (1771–1842), österreichischer Agrarökonom, erster Institutsdirektor 1818[9]

Sonstige mit der Stadt verbundene Persönlichkeiten
- Jean-Baptiste Champagny und Klemens von Metternich, führten in Ungarisch-Altenburg von August bis September 1809 Friedensverhandlungen
- Friedrich von Österreich-Teschen (1856–1936), Erzherzog, österreichisch-ungarischer Feldmarschall, Alterssitz in Magyaróvár und auch hier gestorben und begraben (Habsburg-Gruft, Pfarrkirche St. Gotthard)
- Isabella von Croÿ (1856–1931), Erzherzogin von Österreich-Teschen, lebte hier und ist auch hier begraben (Habsburg-Gruft, Pfarrkirche St. Gotthard)
- Alexander Gießwein (1856–1923), ungarischer Geistlicher, Politiker und Fachschriftsteller, war hier Prälat (Pfarrkirche St. Gotthard)
- Johann Thullner (1880–1937), ungarisch-österreichischer Geistlicher und Politiker, war hier Kaplan

## Städtepartnerschaften

Einkaufsstraße in Mosonmagyaróvár

Mosonmagyaróvárs Partnerstädte:
- Berehowe (Ukraine)
- Hattersheim am Main (Deutschland)
- Neusiedl am See (Österreich)
- Pezinok (Slowakei)
- Piotrków Trybunalski (Polen)
- Šamorín (Slowakei)
- Senec (Slowakei)
- Sfântu Gheorghe (Rumänien)
- Stockerau (Österreich), seit 1996

## Verkehr
Durch Mosonmagyaróvár verläuft die Hauptstraße Nr. 1, von der die Hauptstraße Nr. 15 abzweigt, die in nordwestliche Richtung nach Rajka zur slowakischen Grenze führt. Südlich des Ortes verläuft die Autobahn M1. Mosonmagyaróvár ist zudem an die Bahnstrecke Budapest–Hegyeshalom angebunden.